# St. Isidorushoeve
St. Isidorushoeve est un village situé dans la commune néerlandaise de Haaksbergen, dans la province d'Overijssel. En 2009, le village comptait environ 1 300 habitants.